# Oxazine

Structuurformule van de acht isomeren van oxazine

Een oxazine is een heterocyclische, onverzadigde verbinding met in de ring vier koolstof-, één zuurstof- en één stikstofatoom. In de ring zijn twee dubbele bindingen aanwezig. Er zijn veertien isomeren mogelijk, die verschillen in de plaatsing van de dubbele bindingen en van het zuurstof- en stikstofatoom. Zo spreekt men van 1,2-oxazinen, 1,3-oxazinen en 1,4-oxazinen. De molecuulformule van deze verbindingen is C4H5NO.
Bij uitbreiding gebruikt men de term oxazine ook voor derivaten van deze verbindingen. Morfoline (tetrahydro-1,4-oxazine) bijvoorbeeld is een gehydrogeneerd oxazine.

Nijlblauw

Een belangrijke groep oxazinen vormen de oxazinekleurstoffen. Dit zijn polycyclische verbindingen, waarin de oxazolinering geflankeerd is door benzeen- of naftaleenringen, voorzien van verschillende substituenten (meestal amino- of hydroxylgroepen). Een voorbeeld is nijlblauw, dat een fluorescerende kleurstof is die in fluorescentiemicroscopie en als indicatorkleurstof wordt gebruikt: in zuur midden vertoont ze een blauwe kleur en in basisch midden een rode kleur.
Benzoxazinen zijn verbindingen met een oxazinering en een benzeenring die een gemeenschappelijke koolstof-koolstofbinding hebben. Het antibioticum ofloxacine is een voorbeeld van een benzoxazine. Benzoxazinen kunnen polymeriseren door ringopening van de oxazinering, waardoor men fenolharsachtige polymeren verkrijgt.